# Wadi Gasus
Wadi Gasus ist ein ägyptisches Wadi, das sich von der Arabischen Wüste zum Roten Meer öffnet. Es liegt ungefähr 80 Kilometer südlich von Hurghada und 60 Kilometer nördlich von al-Qusair. Zwei Kilometer südlich befindet sich der antike Hafen Mersa Gawasis. In dem Wadi wurden einige altägyptische und römische Funde gemacht.

## Funde
Am Bir Abu Gowa wurde eine Felsinschrift aus der 26. Dynastie entdeckt. Sie zeigt den König Psammetich I. bei einem Trankopfer für Amun-Re und Min, dahinter seine Tochter Nitokris I. und Schepenupet II., Tochter des Pije. Beide waren „Gottesgemahlinnen des Amun“. In den Inschriften werden weiterhin die Gottesgemahlinnen Schepenupet I. (Tochter des Osorkon III., 23. Dynastie) und Amenirdis I. (Schwester des Pije) genannt. 
Weitere Inschriften wurden am Eingang einer Bleimine in einem kleinen Tal gefunden, welches südlich vom Wadi, sechs Kilometer vom Roten Meer entfernt, abzweigt. Auf einem nahen Granitblock werden Expeditionen des oberägyptischen Gouverneurs Montuemhat aus der Zeit von Psammetich I. erwähnt.
Einen Kilometer weiter westlich fanden sich auf der Südseite des Wadis die Überreste einer griechisch-römischen Wasserstation (Hydreuma). In der Nähe entdeckten Anfang des 19. Jahrhunderts James Burton und Sir John Gardner Wilkinson zwei hieroglyphische Stelen. Die erste Stele wurde von einem Beamten namens Chnumhotep im ersten Jahr des Sesostris I. aufgestellt. Die zweite Stele berichtet von der Expedition eines Kapitäns Chentchtaywer im 28. Jahr von Amenemhet II. Sie erwähnt, wie seine Schiffe nach einer sicheren Reise aus Punt am Hafen von Saww anlegten, der bei Mersa Gawasis lokalisiert werden konnte.